# Waterboys (film)
Waterboys is een Nederlands-Britse film uit 2016, geregisseerd door Robert Jan Westdijk.

## Verhaal
Als een vader en zijn zoon op dezelfde dag door hun vrouwen uit huis worden gezet, gaan ze een reis maken naar Schotland om hunzelf heruitvinden op de soundstrack van de Brits-Ierse folkrockband The Waterboys.

## Rolverdeling
| Acteur         | Personage |
| -------------- | --------- |
| Leopold Witte  | Victor    |
| Tim Linde      | Zack      |
| Helen Belbin   | Rhona     |
| Julie McLellan | Lindsay   |
| Miles Jupp     | Horatio   |
| Tom Mannion    | James     |

## Productie
De opnames vonden plaats in de zomer van 2015 in Nederland en Schotland met een budget van 400.000 euro. De opnames van de concertscènes van The Waterboys werden gemaakt in Paradiso tijdens de casting van de film.
De officiële trailer werd vrijgegeven op 24 september 2016.

## Prijzen en nominaties
| Jaar | Prijs                                     | Categorie                      | Genomineerde(n)     | Uitslag     |
| ---- | ----------------------------------------- | ------------------------------ | ------------------- | ----------- |
| 2017 | Internationaal filmfestival van Edinburgh | Beste internationale speelfilm | Robert Jan Westdijk | Genomineerd |
| 2017 | Internationaal filmfestival van Edinburgh | Publieksprijs                  | Robert Jan Westdijk | Genomineerd |